# La Giettaz
Ne doit pas être confondu avec La Giettaz-en-Aravis.
La Giettaz (prononcé « La Giète », la zyétta [laˈzieta] en savoyard, dialecte francoprovençal) est une commune française située dans le département de la Savoie, en région Auvergne-Rhône-Alpes.
Commune du massif des Aravis qui lui vaut parfois le surnom de « La Giettaz-en-Aravis », nom donné à sa station de sports d'hiver, située au hameau du Plan, son chef-lieu est situé au pied du col des Aravis, sur les hauteurs du val d'Arly.
Le village est situé à une altitude de 1 150 m au pied du col et de la chaîne des Aravis, limite entre la Savoie et la Haute-Savoie.

## Géographie
La Giettaz représente un trait d'union entre les Aravis et le haut val d'Arly.

### Communes limitrophes
| La Clusaz                 | La Clusaz  | Cordon            |
| Manigod                   | La Giettaz | Sallanches Megève |
| Saint-Nicolas-la-Chapelle | Flumet     | Praz-sur-Arly     |

La commune est accessible depuis Sallanches par Megève, depuis Annecy via La Clusaz et le col des Aravis (ouvert l'hiver) et depuis Albertville par les gorges de l'Arly.

### Climat
Pour des articles plus généraux, voir Climat d'Auvergne-Rhône-Alpes et Climat de la Savoie.
En 2010, le climat de la commune est de type climat de montagne, selon une étude du Centre national de la recherche scientifique s'appuyant sur une série de données couvrant la période 1971-2000. En 2020, Météo-France publie une typologie des climats de la France métropolitaine dans laquelle la commune est exposée à un climat de montagne ou de marges de montagne et est dans la région climatique Alpes du nord, caractérisée par une pluviométrie annuelle de 1 200 à 1 500 mm, irrégulièrement répartie en été.
Pour la période 1971-2000, la température annuelle moyenne est de 7,4 °C, avec une amplitude thermique annuelle de 17,1 °C. Le cumul annuel moyen de précipitations est de 1 537 mm, avec 10,9 jours de précipitations en janvier et 9,7 jours en juillet. Pour la période 1991-2020, la température moyenne annuelle observée sur la station météorologique de Météo-France la plus proche, « La Clusaz », sur la commune de La Clusaz à 7 km à vol d'oiseau, est de 7,5 °C et le cumul annuel moyen de précipitations est de 1 701,7 mm,. Pour l'avenir, les paramètres climatiques de la commune estimés pour 2050 selon différents scénarios d'émission de gaz à effet de serre sont consultables sur un site dédié publié par Météo-France en novembre 2022.

## Urbanisme

### Typologie
Au 1er janvier 2024, La Giettaz est catégorisée commune rurale à habitat dispersé, selon la nouvelle grille communale de densité à sept niveaux définie par l'Insee en 2022.
Elle est située hors unité urbaine et hors attraction des villes,.

### Occupation des sols
L'occupation des sols de la commune, telle qu'elle ressort de la base de données européenne d’occupation biophysique des sols Corine Land Cover (CLC), est marquée par l'importance des forêts et milieux semi-naturels (97,6 % en 2018), une proportion identique à celle de 1990 (97,6 %). La répartition détaillée en 2018 est la suivante : 
milieux à végétation arbustive et/ou herbacée (44,2 %), forêts (36,6 %), espaces ouverts, sans ou avec peu de végétation (16,8 %), zones agricoles hétérogènes (1,7 %), zones urbanisées (0,7 %).
L'IGN met par ailleurs à disposition un outil en ligne permettant de comparer l’évolution dans le temps de l’occupation des sols de la commune (ou de territoires à des échelles différentes). Plusieurs époques sont accessibles sous forme de cartes ou photos aériennes : la carte de Cassini (XVIIIe siècle), la carte d'état-major (1820-1866) et la période actuelle (1950 à aujourd'hui).

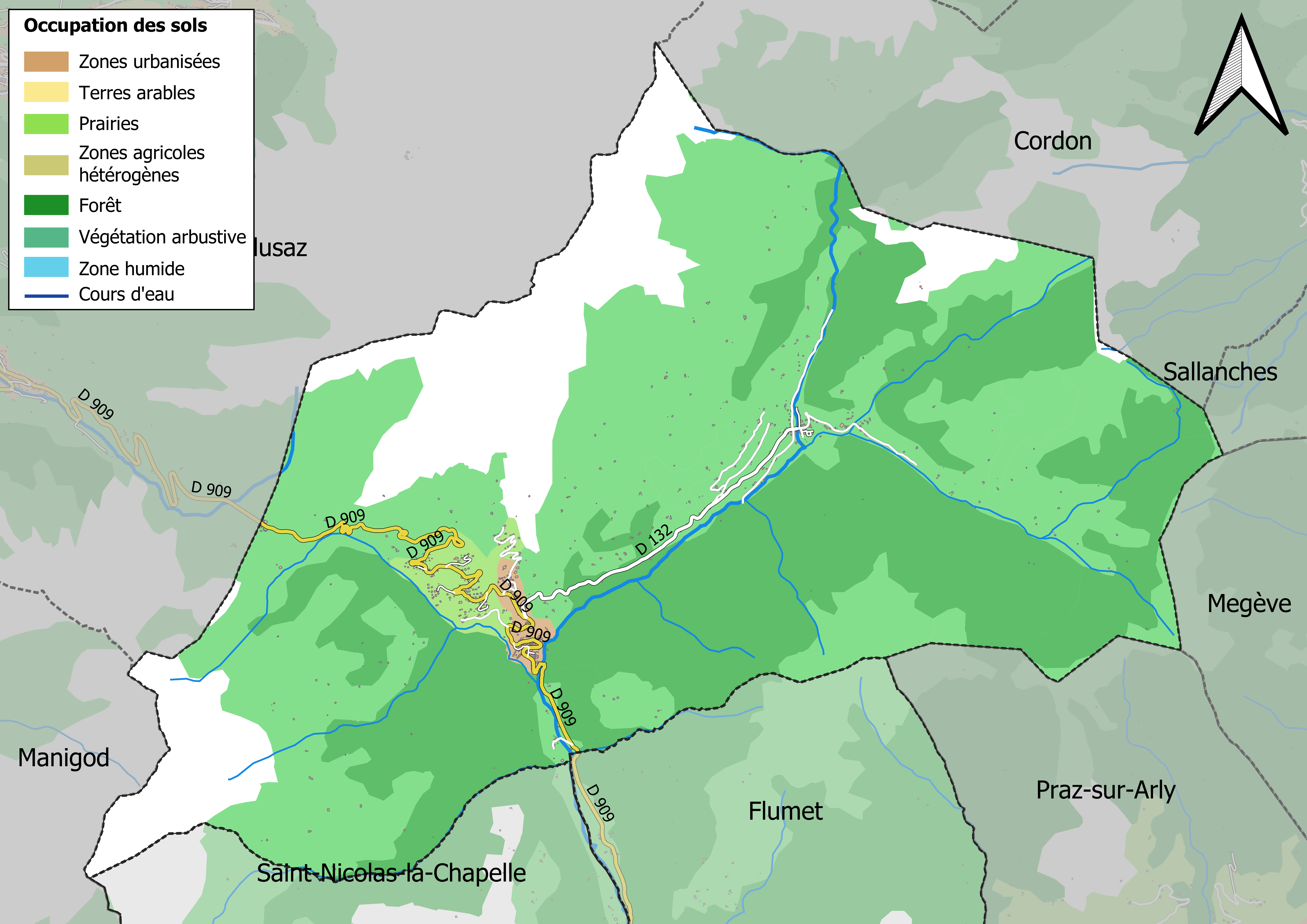
Carte des infrastructures et de l'occupation des sols en 2018 (CLC) de la commune.
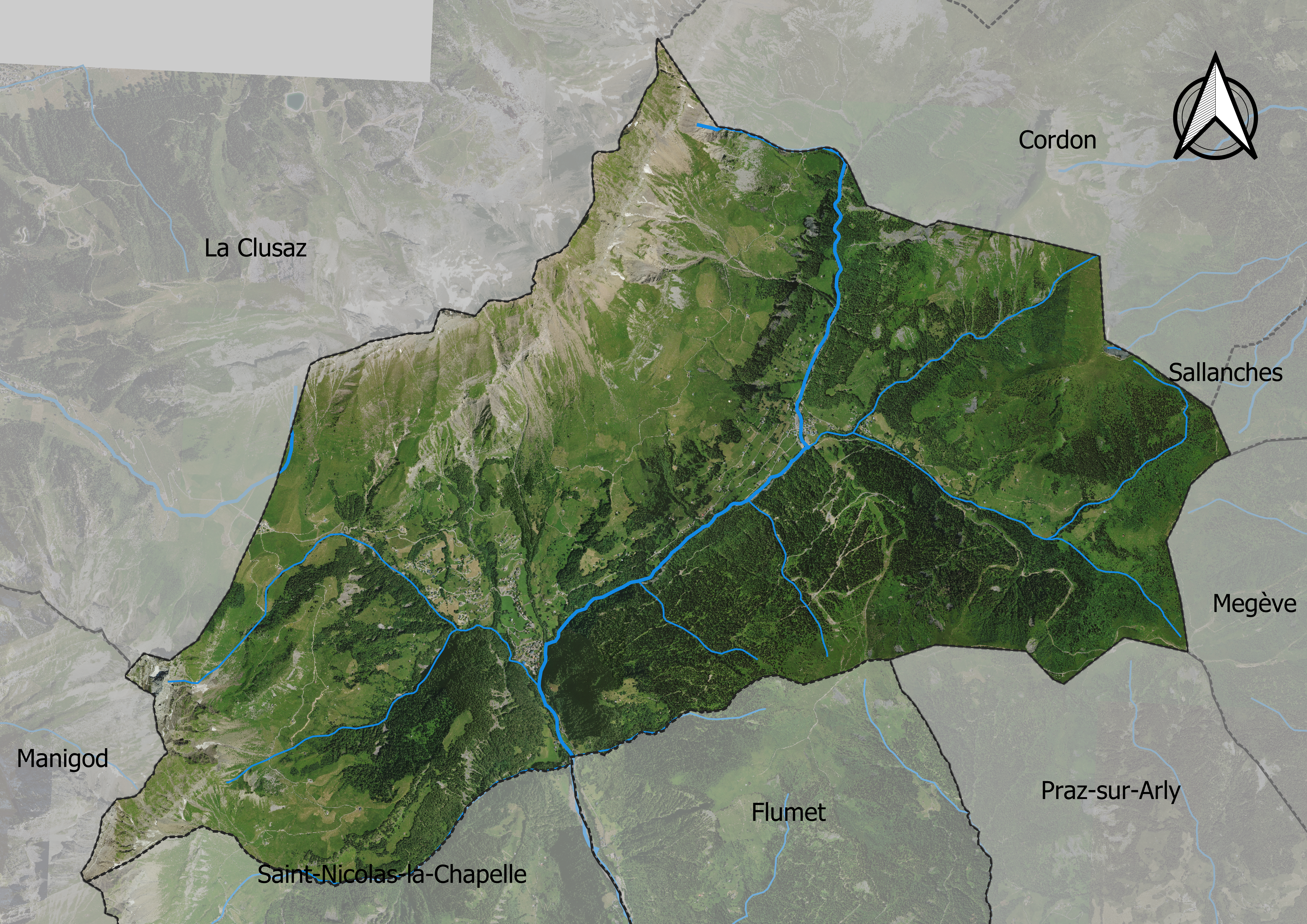
Carte orthophotogrammétrique de la commune.

## Toponymie
Le nom officiel de la commune est La Giettaz selon le Code officiel géographique français.
Selon certains, le nom (d)ziettâ désignerait en savoyard un lieu de rassemblement des troupeaux lors de la montée ou la descente d'alpage, apparenté au mot français gîte. Selon d'autres, la « Giettaz, Giette, Gittaz, Gitte » est un lieu de bois de taillis, taillé régulièrement pour en exploiter les repousses, de l´ancien français gitte, « rejet », c'est une pratique courante en zone de montagne.
La Giettaz est une forme féminisée du nom Get, qui devient en Chablais, Geta puis Gieta vers le XVe siècle. Le mot « Gets » désignerait en francoprovençal un couloir par lequel on descend les bois coupés. Le terme aurait évolué en Giettaz.
En patois local, le nom s'écrit La Jhilla, d'après Félix Fenouillet, auteur d'une Monographie du patois Savoyard (1903). Selon les formes modernes en savoyard, le nom de la commune est écrit « La Giéta » (ORB), ce qui peut être prononcé comme La Zyèta (Transcription de la prononciation selon la graphie semi-phonétique de Conflans).

## Histoire
En 1911, le Tour de France cycliste (9e édition) pénètre pour la première fois dans le massif en arrivant par La Giettaz, puis passant le col des Aravis et descendant la vallée de Thônes.

## Politique et administration
| Période                                  | Période      | Identité        | Étiquette | Qualité |
| ---------------------------------------- | ------------ | --------------- | --------- | ------- |
| Les données manquantes sont à compléter. |              |                 |           |         |
| mars 2001                                | mars 2008    | Didier Porret   | ...       | ...     |
| mars 2008                                | mars 2014    | Laurent Cluzel  | ...       | ...     |
| mars 2014                                | juillet 2020 | Noël Bibollet   | ...       | ...     |
| juillet 2020                             | En cours     | Daniel Danglard |           |         |

## Démographie
Les habitants de La Giettaz sont appelés les Giétoises et les Giétois. Le sobriquet des habitants était en patois les Panfus (désignant ceux qui se donnent de l'importance), au XIXe siècle.

L'évolution du nombre d'habitants est connue à travers les recensements de la population effectués dans la commune depuis 1793. Pour les communes de moins de 10 000 habitants, une enquête de recensement portant sur toute la population est réalisée tous les cinq ans, les populations de référence des années intermédiaires étant quant à elles estimées par interpolation ou extrapolation. Pour la commune, le premier recensement exhaustif entrant dans le cadre du nouveau dispositif a été réalisé en 2008.

En 2022, la commune comptait 379 habitants, en évolution de −8,89 % par rapport à 2016 (Savoie : +3,63 %, France hors Mayotte : +2,11 %).
| 1793 | 1800 | 1806 | 1822 | 1838 | 1848 | 1858 | 1861 | 1866 |
| ---- | ---- | ---- | ---- | ---- | ---- | ---- | ---- | ---- |
| 671  | 738  | 766  | 705  | 701  | 803  | 653  | 662  | 672  |

| 1872 | 1876 | 1881 | 1886 | 1891 | 1896 | 1901 | 1906 | 1911 |
| ---- | ---- | ---- | ---- | ---- | ---- | ---- | ---- | ---- |
| 623  | 637  | 654  | 680  | 677  | 674  | 648  | 647  | 605  |

| 1921 | 1926 | 1931 | 1936 | 1946 | 1954 | 1962 | 1968 | 1975 |
| ---- | ---- | ---- | ---- | ---- | ---- | ---- | ---- | ---- |
| 520  | 554  | 557  | 547  | 569  | 513  | 472  | 448  | 452  |

| 1982 | 1990 | 1999 | 2006 | 2008 | 2013 | 2018 | 2022 | - |
| ---- | ---- | ---- | ---- | ---- | ---- | ---- | ---- | - |
| 475  | 506  | 488  | 458  | 449  | 423  | 391  | 379  | - |

## Économie

### Tourisme

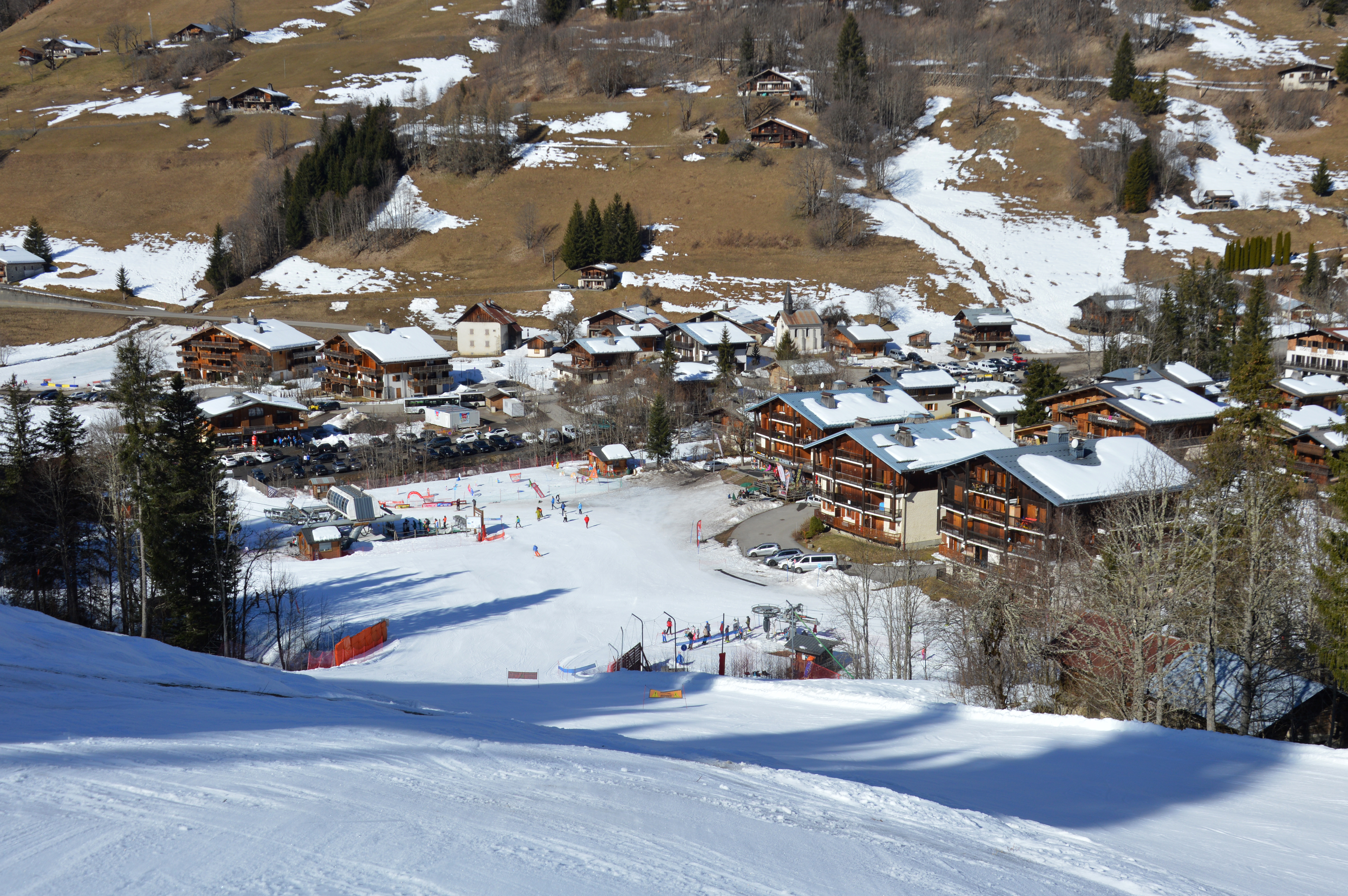
Vue sur le hameau du Plan, où démarrent les remontées mécaniques de la domaine de La Giettaz-en-Aravis, relié aux Portes du Mont-Blanc.

En 2014, la capacité d'accueil de la commune/station, , estimée par l'organisme Savoie-Mont-Blanc, est de 2 862 lits touristiques répartis dans 522 établissements. Les hébergements se répartissent comme suit : 201 meublés ; 2 hôtels ; une structure d'hôtellerie de plein air ; un centre ou village de vacances ; un refuge ou gîte d'étape et deux chambres d'hôtes.
La Giettaz-en-Aravis est le nom de la station de sports d'hiver située sur le territoire de la commune. Son domaine est relié à celui des Portes du Mont-Blanc, à cheval entre Savoie et Haute-Savoie, regroupant les quatre stations de Combloux, Megève / Le Jaillet, La Giettaz et Cordon. Le domaine offre plus de 100 km de pistes serpentant entre sapins, chalets d'alpage et dômes immaculés et offrant uns grande variété de glisse.
En 2017, la commune est labellisée « Station verte ».

## Culture locale et patrimoine

### Lieux et monuments
- Église Saint-Pierre-aux-Liens de La Giettaz.

La Giettaz est reliée à La Clusaz (Haute-Savoie) par le col des Aravis qui traverse la chaîne du même nom.

### Personnalités liées à la commune
- Joseph Davier (1868-1918), curé de La Giettaz de 1906 à sa mort, qui fut à l'origine de la construction de la Villa Jeanne d'Arc, d'abord destinée à la villégiature puis lieu de repos.
- Michel Bibollet, ancien coureur cycliste professionnel

### Héraldique
| Blason de La Giettaz | Blason  | D'azur mantelé versé d'argent, à l'arbre arraché de sinople brochant sur le tout; au chef parti de gueules à la croix d'argent et palé d'or et de gueules. |
| Blason de La Giettaz | Détails | Le statut officiel du blason reste à déterminer. |